# Teanto de Lépreo
Teanto de Lépreo (en griego: Θέαντος ο Λέπρεος o en griego: Θέας, romanizado: Teas, hijo de Alcéneto, siglo V a. C..), fue un antiguo campeón olímpico griego de Lépreo, que se proclamó vencedor de la prueba de boxeo infantil en los 90.º (420 a. C.) Juegos Olímpicos en la antigüedad. Su padre Alcéneto también fue campeón olímpico en pugilato infantil y después en boxeo de adultos, y su hermano Helánico también fue campeón olímpico en el mismo deporte en la prueba anterior.